# Excavarus annulipes
Excavarus annulipes är en stekelart som först beskrevs av Cresson 1868.  Excavarus annulipes ingår i släktet Excavarus och familjen brokparasitsteklar. Inga underarter finns listade i Catalogue of Life.